# Хэундэ (железнодорожная станция)
Станция «Синхэундэ» (кор. 신해운대역 Синхэундэёк) — железнодорожная станция Корейских национальных железных дорог на линии Тонхэсон. Расположена в Чвадоне района Хэундэгу города-метрополии Пусан, Республика Корея. Станция была открыта 5 июля 1934 года.